# Sophia Schubert

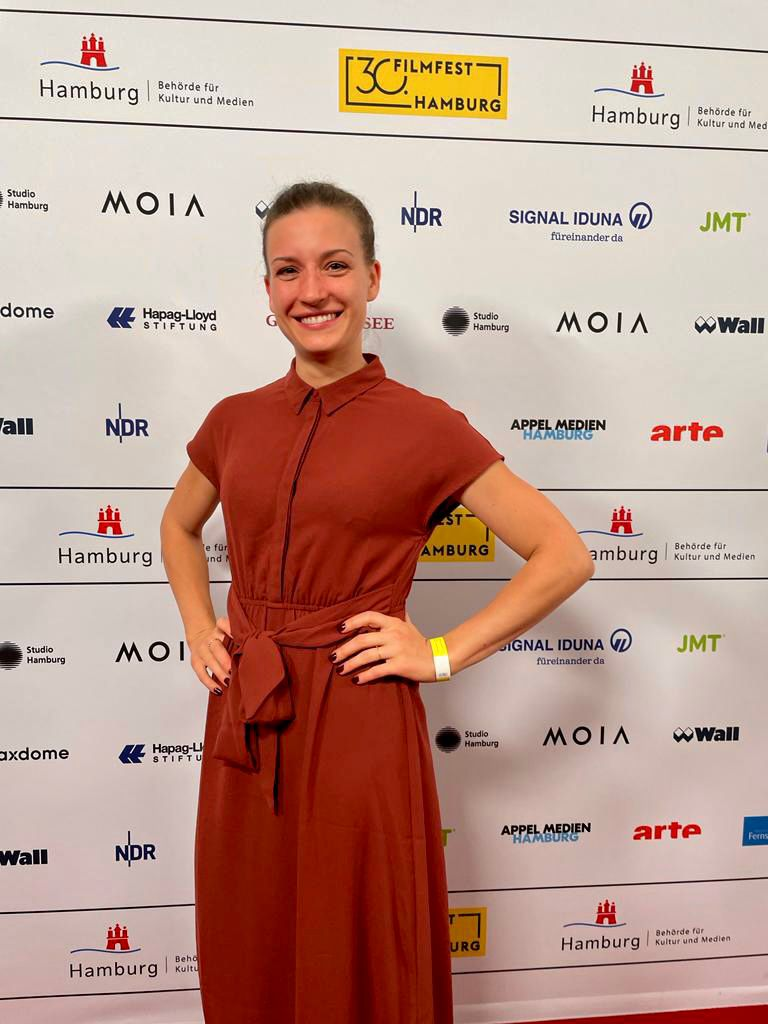
Sophia Schubert beim Filmfest Hamburg 2022

Sophia Schubert (* 29. Juni 1991 in Hannover) ist eine deutsche Schauspielerin.

## Leben und Wirken
Als älteste Tochter der Opernsängerin Susanne Schubert verbrachte sie während ihrer Kindheit viel Zeit an Theatern und Opernhäusern in Städten wie Hannover, Hamburg, London und Amsterdam.
Im Alter von 15 Jahren wechselte sie nach London an die Marymount International School London, wo sie als Stipendiatin das International Baccalaureate Diploma erwarb. Dort machte sie auch ihren Abschluss im Fach Drama, das sie durch Privatunterricht bei Alexander Clifton an der Royal Academy of Dramatic Art ergänzte.
Nach mehreren Theater-, Film- und Werbefilmrollen hatte sie mit der ZDF-Krimiserie SOKO 5113 ihr erstes größeres Fernseh-Engagement. Seitdem ist sie regelmäßig in Film- und Fernsehproduktionen zu sehen, zuletzt mehrfach in der Rolle der Rechtsmedizinerin Miriam Bender in der ZDF-Reihe Unter anderen Umständen.

## Online-Präsenz und sportlicher Werdegang
Sophia Schubert ist neben ihrer Tätigkeit als Schauspielerin auch im Bereich digitaler Medien aktiv. Auf Plattformen wie YouTube, TikTok und Instagram veröffentlicht sie regelmäßig eigene sportliche Kurzvideos, mit denen sie eine stetig wachsende Reichweite erzielt. Ihre Beiträge verbinden akrobatische Präzision mit kreativer Darstellung und zielen darauf ab, Bewegung mit Leichtigkeit, Freude und Ausdruckskraft zu vermitteln.
Inhaltlich konzentriert sie sich dabei insbesondere auf den sogenannten Eis-Freestyle – eine Bewegungskunst, die Elemente des Eiskunstlaufs und des Paarlaufs mit turnerischen und artistischen Komponenten verbindet.
Im Jahr 2023 nahm sie erstmals an der Fernsehsendung Ninja Warrior Germany teil und qualifizierte sich direkt für das Halbfinale. Auch bei ihrer zweiten Teilnahme im darauffolgenden Jahr gelang ihr erneut der Einzug ins Halbfinale. Seitdem ist sie bei entsprechenden Sportveranstaltungen oftmals vertreten und Teil der aktiven Ninja-Community in Deutschland.
Im Juni 2025 trat sie im Rahmen des Zocker-Specials der RTL-Quizsendung Wer wird Millionär? auf. Ihre spontane Bitte um Schokolade vor der ersten Frage sowie ihr frühes Ausscheiden wurde von mehreren Medien aufgegriffen.

## Filmografie (Auswahl)
- 2011: SOKO 5113 – Folge: Bis(s) in alle Ewigkeit
- 2011: Morden im Norden – Folge: Der letzte Gang
- 2012: Rote Rosen (4 Folgen)
- 2013: Letztkönig[4]
- 2014: GroßstadtrevierGroßstadtrevier – Folge: Ninas Rennen
- 2014: Kripo Holstein – Mord und Meer – Folge: Bömmel Kloppen
- 2016: Das Mädchen aus dem Totenmoor
- 2016: Die Hände meiner Mutter
- 2016: Die Pfefferkörner – Folgen: Abgedreht und Doppelleben
- 2017: Die Kanzlei – Folge: Falsche Freunde
- 2017: Jenny – echt gerecht! – Folge: Ausgerastet
- 2017: Oma ist verknallt[5]
- 2018: Die Abrissbirnen[6]
- 2019: Ein Fall für zwei (2014) – Folge: Freigänger
- 2021: Pizza d’Amour[7]
- 2022: Die Eine tanzt, die Andere nicht = One Dances, The Other Doesn’t[8]
- 2022: Wendland – Stiller und das große Schweigen
- 2023: Ninja Warrior Germany – Die stärkste Show Deutschlands – Staffel 8
- 2023: Stralsund: Tote Träume
- 2024: Unter anderen Umständen: Nordwind
- 2024: Ninja Warrior Germany – Die stärkste Show Deutschlands – Staffel 9
- 2025: Lo Show dei Record – Guinness World Records
- 2025: Unter anderen Umständen: Das Grab im Wald
- 2025: Ninja Warrior Germany – Die stärkste Show Deutschlands – Staffel 10
- 2025: Unter anderen Umständen: Geister der Vergangenheit

## Theater (Auswahl)
- 1998: Mignon (Oper) von Ambroise Thomas als Die junge Mignon am Bloomsbury Theatre London in London (Regie: Netia Jones)
- 2002: Giuseppe e. Sylvia von Adriana Hölszky am Oldenburgischen Staatstheater (Regie: Stephan Mettin)
- 2006: Im Morgengrauen ist es noch still als Galja (Regie: Ulrich Radoy)
- 2007: The Crucible als Mrs. Putnam in London
- 2008: SommernachtstraumSommernachtstraum von William Shakespeare als Hermia in London